# Norte de México
El Norte de México es una macrorregión geográfica y cultural de México que incluye a los estados de Baja California, Baja California Sur, Chihuahua, Coahuila, Durango, Nuevo León, Sinaloa, Sonora y Tamaulipas. Se divide en al menos 3 subregiones: Noroeste, Noreste y Centronorte.  
Su territorio no es homogéneo, las subregiones están débilmente comunicadas entre sí, pero sí comparte algunas características comunes donde su tipo de clima más presente es el seco y desértico, pero también está latente el templado. Su orografía es diversa y se ve surcada con zonas altas como la sierra de Baja California en la península homónima, la Sierra Madre Oriental y la Sierra Madre Occidental así como bajas con la llanura costera del Pacífico o la llanura costera del Golfo. Algunos autores sugieren que es el reducto cultural de la antigua Comandancia General de las Provincias Internas.  

## Historia

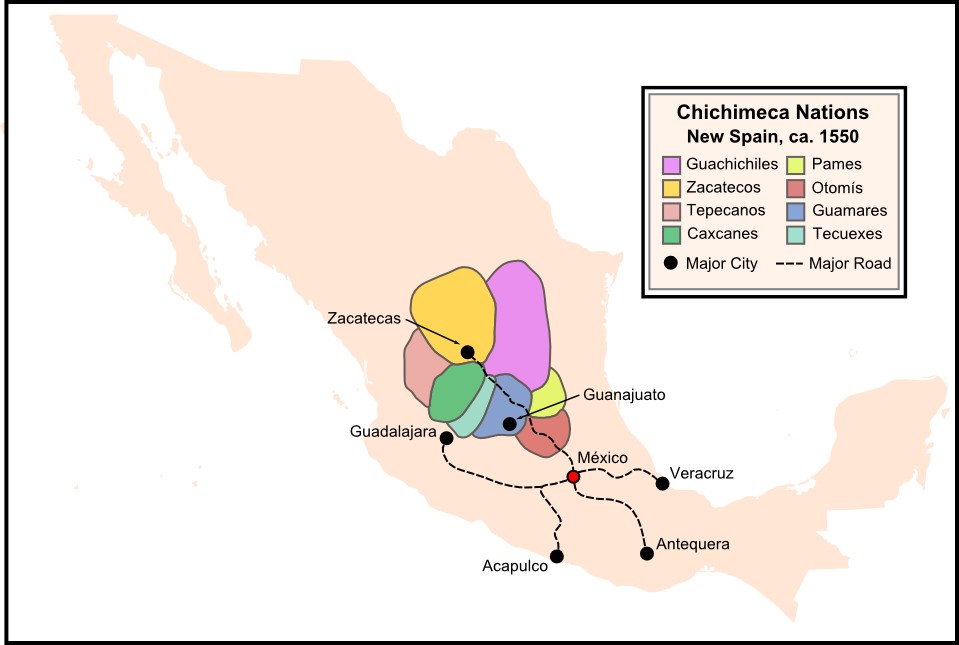
Distribución de las tribus chichimecas.

### Antes de la colonización

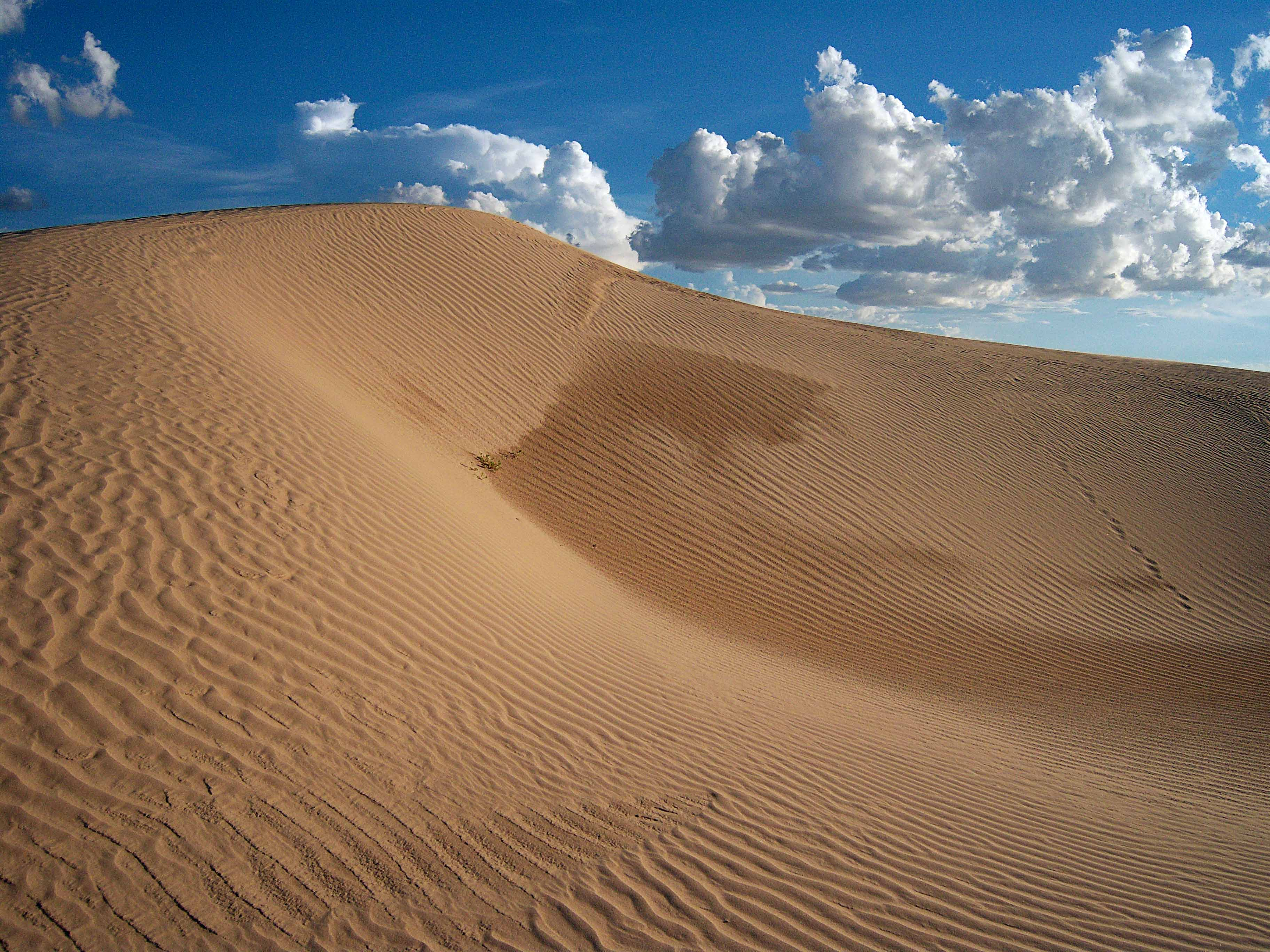
Dunas en Chihuahua

No se sabe exactamente cuándo llegaron los primeros pobladores a Aridoamérica. El mal tiempo en la región limitaba la agricultura por lo que las culturas antiguas desarrollaron estilos de vida nómada dedicado a la caza y la recolección. 
Una de las más importantes culturas nativas en el norte de México fueron los Tepehuanes de Durango, que en realidad se llamaban Odamis que significa "gente que habita la montaña". Algo similar ocurre con los Rarámuris de Chihuahua que Rarámuri significa "persona que corre" pero ellos son conocidos como tarahumaras. Otras culturas importantes son los mayos y yaquis en Sonora, los laguneros en Coahuila. En Nuevo León había una gran cantidad de indígenas que fueron exterminados porque se oponían a la construcción de la ciudad de Monterrey.

### Era colonial
La primera ciudad fundada en la región fue Durango, que fue fundada por Francisco de Ibarra, un explorador vasco. Durante la época colonial se estableció una colonia vasca conformada por Chihuahua y Durango llamada Nueva Vizcaya. Otras ciudades importantes como Saltillo y Monterrey fueron fundadas hace casi 500 años.
El gobierno de Nueva España otorgó concesiones a los franciscanos para colonizar juntos con españoles los territorios de Texas, Coahuila, Chihuahua y California. A pesar de todo las misiones no tuvieron éxito.
Entre 1724 y 1740 se colonizó Soto la Marina, punto de partida de lo que hoy es Tamaulipas. Luego del moderado éxito de este proyecto, los jesuitas decidieron emprender, sin mucho apoyo del virreinato, la colonización de Baja California.
Carlos III decretó en junio de 1767 la expulsión de los jesuitas, con los que los territorios del norte quedaron abandonados y a expensas de la colonización norteamericana.

## Actividades económicas

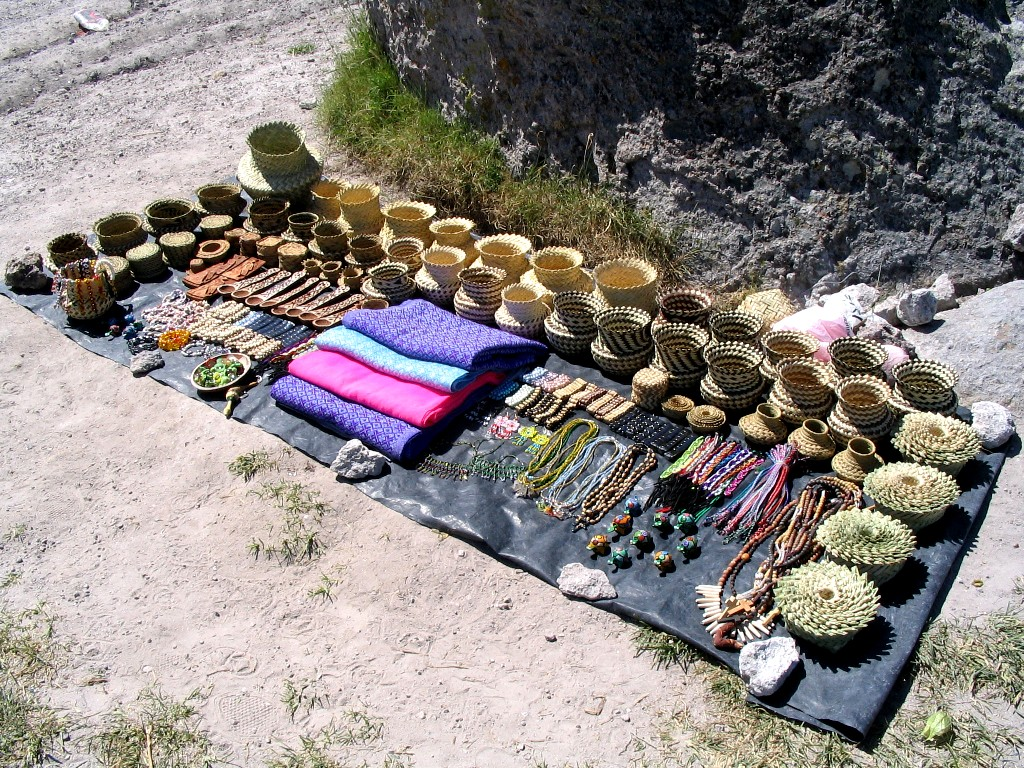
Artesanías Tarahumaras

La minería constituye quizá la rama económica que mayor riqueza genera en el estado de Durango, es la segunda entidad productora de oro y de plata en el país, después de Sonora, tercero en plomo, quinto en cobre y sexto en zinc.
El desarrollo industrial en el Estado de Chihuahua está basado en agrupamientos industriales. Son seis los agrupamientos industriales, los cuales generan más de 300,000 empleos, en 406 plantas establecidas en el Estado. Existen cuatro nuevas áreas de oportunidad dentro del desarrollo tecnológico industrial que está adquiriendo la entidad donde la mano de obra es más calificada. 
Coahuila se caracteriza por los importantes yacimientos minerales que se encuentran en su territorio, especialmente los de carbón, materia prima esencial tanto para la industria siderúrgica como para la industria eléctrica. Su extracción se localiza principalmente en los municipios de Múzquiz, Nava y San Juan de Sabinas. Coahuila es el principal productor de carbón en el país y cuenta con el 95% de los recursos nacionales de carbón coquistable.
Sinaloa es el estado agrícola más importante de México y adicionalmente, cuenta con la segunda flota pesquera más grande del país.

## Estados[1]
| Baja California | Baja California Sur | Chihuahua |
| Mexicali        | La Paz              | Chihuahua |
|                 |                     |           |
| Durango         | Nuevo León          | Coahuila  |
|                 |                     |           |
| Durango         | Monterrey           | Saltillo  |
| Sonora          | Tamaulipas          | Sinaloa   |
|                 |                     |           |
| Hermosillo      | Ciudad Victoria     | Culiacán  |

## Población
| Estados del norte de México |        |                 |                    |                  |                      |                  | |                                      |                                                            |                               |
| Estado                      | Escudo | Capital         | Ciudad más poblada | Superficie (km²) | Número de municipios | Población (2020) | Otras ciudades importantes                                                                            | Puertos                              | Pueblos Mágicos                                            | Huso horario                  |
| Baja California             |        | Mexicali        | Tijuana            | 71,450 km2       | 7                    | 3 769 020        | EnsenadaTecateRosaritoSan QuintínSan Felipe                                                           | Ensenada                             | Tecate                                                     | Tiempo del Pacífico (UTC -8)  |
| Baja California Sur         |        | La Paz          | La Paz             | 73,909.4 km2     | 5                    | 798 447          | San José del CaboCabo San LucasCiudad ConstituciónLoretoGuerrero NegroSanta RosalíaCiudad Insurgentes | La PazSan José del CaboSanta Rosalía | Todos SantosLoreto                                         | Tiempo de la Montaña (UTC -7) |
| Chihuahua                   |        | Chihuahua       | Ciudad Juárez      | 247,412.6 km2    | 67                   | 3 741 869        | Cuauhtémoc Delicias ParralNuevo Casas Grandes                                                         | Sin litoral                          | BatopilasCreel                                             | Tiempo de la Montaña (UTC -7) |
| Coahuila                    |        | Saltillo        | Saltillo           | 151,594.8 km2    | 38                   | 3 146 771        | TorreónMonclovaPiedras NegrasCiudad Acuña                                                             | Sin litoral                          | ArteagaCuatrociénegas de CarranzaParras de la FuenteViesca | Tiempo del Centro (UTC -6)    |
| Durango                     |        | Durango         | Durango            | 123,364 km2      | 39                   | 1 832 650        | Gómez PalacioCiudad LerdoSantiago Papasquiaro                                                         | Sin litoral                          | Mapimí                                                     | Tiempo del Centro (UTC -6)    |
| Nuevo León                  |        | Monterrey       | Monterrey          | 64,156.2 km2     | 51                   | 5 784 442        | GuadalupeApodacaSan NicolásEscobedoSanta Catarina                                                     | Sin litoral                          | Santiago Linares                                           | Tiempo del Centro (UTC -6)    |
| Sinaloa                     |        | Culiacán        | Culiacán           | 57,365.4 km2     | 20                   | 3 026 943        | MazatlánLos MochisGuasaveGuamúchil                                                                    | MazatlánTopolobampoAltata            | El FuerteCosaláEl RosarioMocorito                          | Tiempo de la Montaña (UTC -7) |
| Sonora                      |        | Hermosillo      | Hermosillo         | 179,354.7 km2    | 72                   | 2 944 840        | Ciudad ObregónNogalesSan Luis Río ColoradoNavojoaGuaymas                                              | Guaymas Yavaros Puerto Peñasco       | ÁlamosMagdalena de Kino                                    | Tiempo de la Montaña (UTC -7) |
| Tamaulipas                  |        | Ciudad Victoria | Reynosa            | 80,249.3 km2     | 43                   | 3 527 735        | MatamorosNuevo LaredoTampicoCiudad MaderoMiramar                                                      | AltamiraTampico                      | Ciudad MierTula                                            | Tiempo del Centro (UTC -6)    |

### Índice de Desarrollo Humano
| Rank                       | Rank              | Estado Soberano     | IDH   | IDH   | IDH               |
| 2017                       | Cambios 2015-2017 | Estado Soberano     | 2017  | 2015  | Cambios 2015-2017 |
| -------------------------- | ----------------- | ------------------- | ----- | ----- | ----------------- |
| Desarrollo Humano Muy Alto |                   |                     |       |       |                   |
| 1                          | (2)               | Baja California Sur | 0.811 | 0.776 | Crecimiento       |
| 2                          | (1)               | Nuevo León          | 0.808 | 0.802 | Crecimiento       |
| 3                          | (1)               | Sonora              | 0.806 | 0.779 | Crecimiento       |
| 4                          | (3)               | Sinaloa             | 0.804 | 0.757 | Crecimiento       |
| 5                          | Sin cambios       | Baja California     | 0.803 | 0.760 | Crecimiento       |
| 6                          | (2)               | Coahuila            | 0.800 | 0.768 | Crecimiento       |
| Desarrollo Humano Alto     |                   |                     |       |       |                   |
| 7                          | (1)               | Chihuahua           | 0.793 | 0.734 | Crecimiento       |
| 8                          | (1)               | Tamaulipas          | 0.792 | 0.758 | Crecimiento       |
| 9                          | Sin cambios       | Durango             | 0.775 | 0.731 | Crecimiento       |

## Geografía

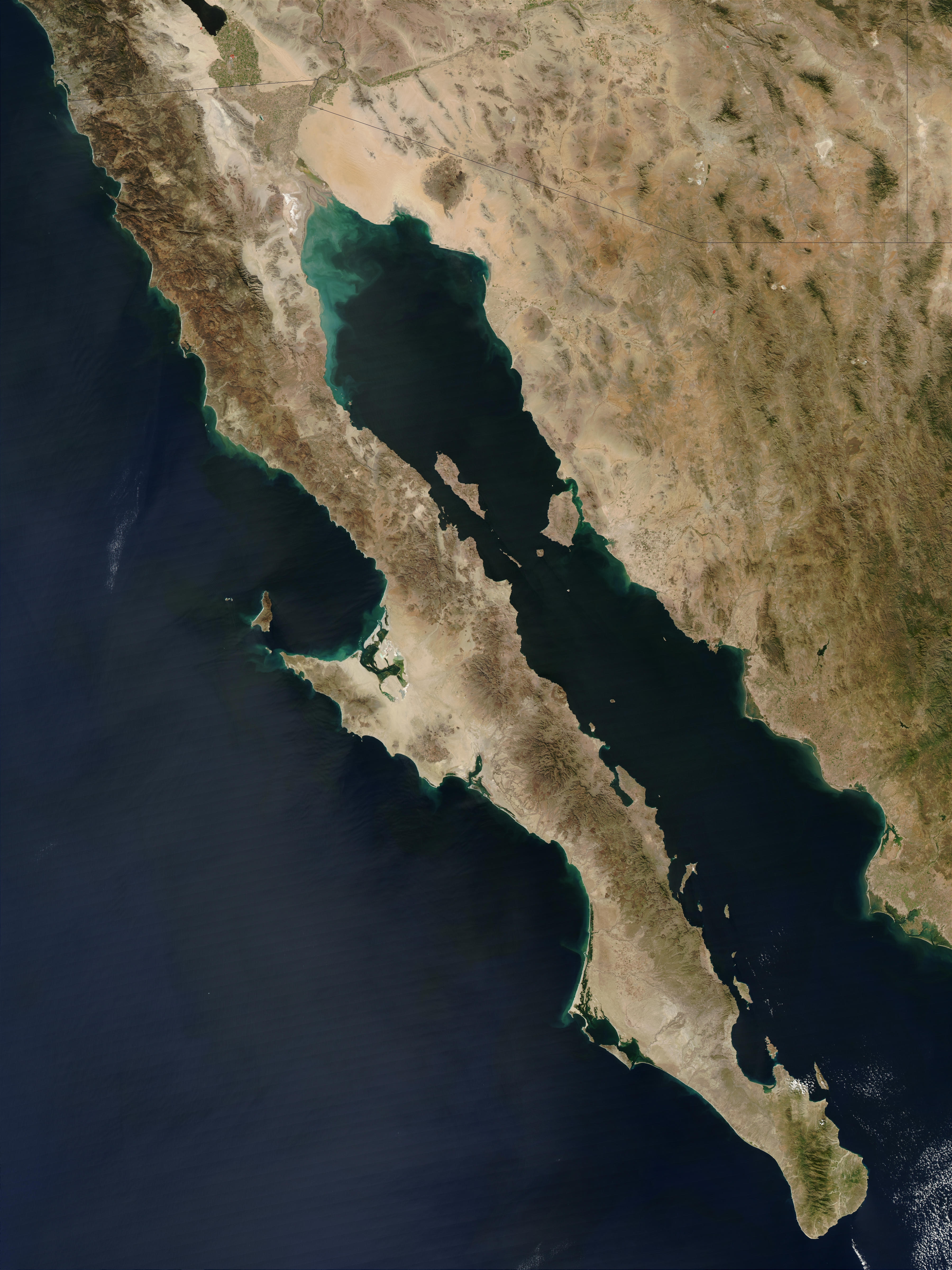
Parte occidental de Aridoamérica, donde se puede apreciar el desierto de Sonora, la península de Baja California, el mar de Cortés o golfo de California, la isla Tiburón y el océano Pacífico.

Aridoamérica limita al norte con los estados estadounidense de Arizona, California, Nuevo México y Texas, al sur con los estados mexicanos de Nayarit, San Luis Potosí, Veracruz y Zacatecas, al oeste con el Océano Pacífico y al este con el Golfo de México.
El Norte de México cubre una superficie de 1,054,382 kilómetros cuadrados, como el 53% de la superficie de México, similar a la de Bolivia o de Mauritania y con una población de 27,056,627 como el 27% de la población mexicana, muy similar a la de Afganistán. 
Si Aridoamérica fuera un país independiente ocuparía el 49° país más poblado del mundo y  el 28° país más extenso del mundo.

### Hidrografía
El principal río del Norte es el río Bravo o Bravo del Norte, nombrado de ese modo en México, o río Grande en Estados Unidos, que es un largo río del sur de Estados Unidos y norte de México que fluye en direcciones S y SE a través de Colorado y Nuevo México hasta llegar a la ciudad de El Paso  a partir de donde forma la frontera sur de Texas  y la frontera norte de los estados mexicanos de Chihuahua, Coahuila, Nuevo León y Tamaulipas, hasta desaguar en el golfo de México. Con 3 034 km de longitud, es el tercer río más largo de América del Norte, tras el Misuri y Misisipi.
Nace en el parque nacional Grandes Dunas de Arena, en el suroeste de Colorado. Fluye un corto tramo hacia el este y entra en el valle de San Luis donde gira hacia el sur entrando en Nuevo México. Pasa cerca de la capital del estado, Santa Fe, y por la ciudad más poblada Albuquerque. Atraviesa todo el estado y empieza a formar la frontera entre Texas y Chihuahua, pasando por las ciudades gemelas de El Paso y Ciudad Juárez y siguiendo en dirección sureste recibe al río Conchos por la derecha en Ojinaga.
A partir de ahí gira bruscamente hacia el noreste empezando a formar la frontera entre Coahuila y Texas, recibe al Río Pecos y gira nuevamente hacia el sureste. Pasa por las ciudades de Ciudad Acuña y Piedras Negras, forma un pequeño tramo de la frontera entre Texas con Nuevo León, y por último con Tamaulipas, donde pasa por las ciudades gemelas de Laredo-Nuevo Laredo, McAllen-Reynosa y Brownsville-Matamoros, desembocando poco después en el golfo de México.

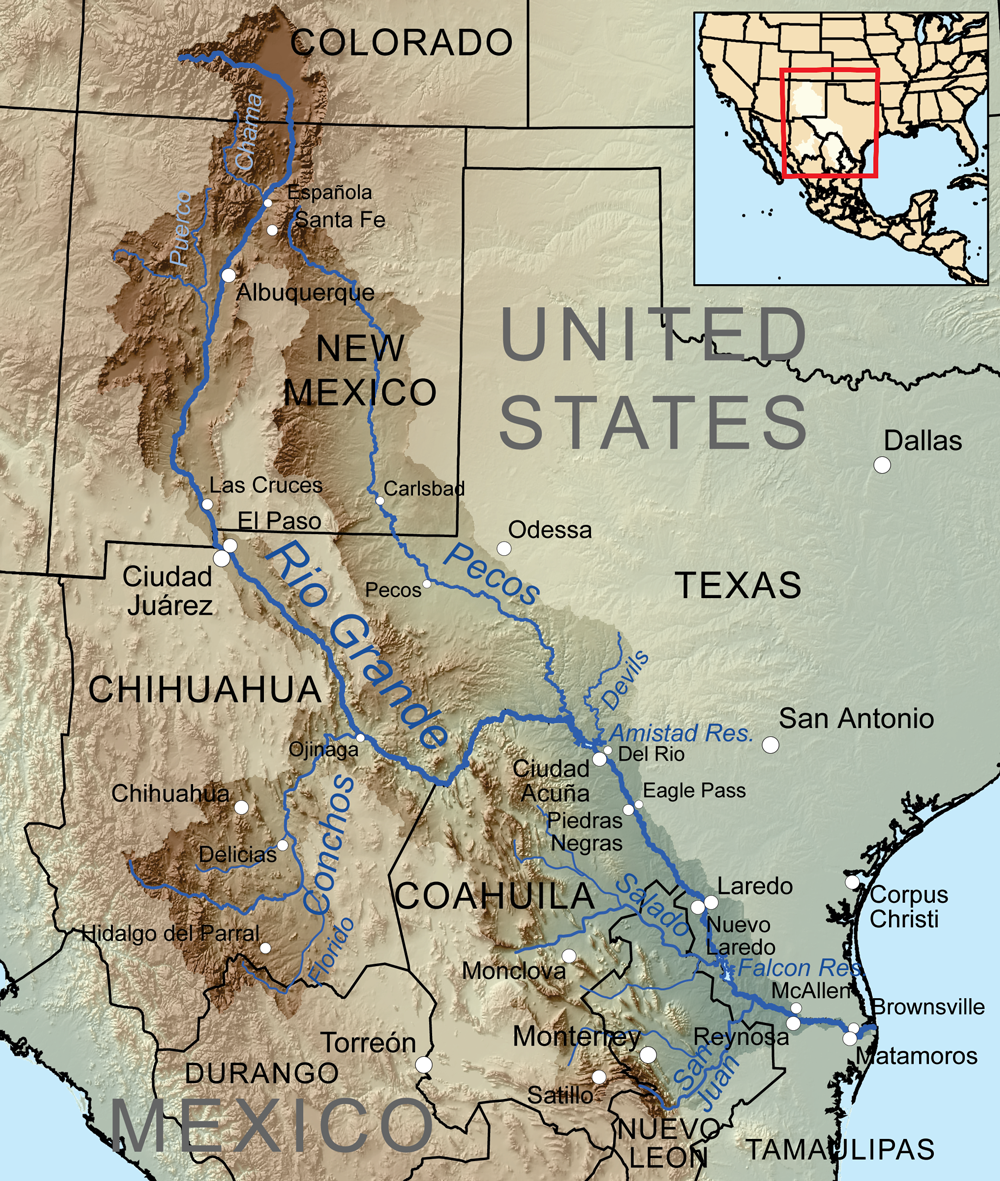
Cuenca del río Bravo

Otro río importante es el río Colorado que es un río del suroeste de los Estados Unidos y noroeste de México que fluye en dirección suroeste y sur por los estados de Colorado, Utah, Arizona, Nevada, California, en Estados Unidos, y por Baja California y Sonora, en México, desembocando en el golfo de California o mar de Cortés (océano Pacífico). Con 2333 km de longitud es el quinto río más largo de América del Norte —por detrás del Misuri, Misisipi, Bravo y Arkansas.
Nace en La Poudre Pass, un pequeño pueblo situado a 3100 m de altitud en las Montañas Rocosas, al norte del estado de Colorado. Fluye un corto tramo hacia el sur desaguando en el Gran Lago (Colorado), de ahí fluye en dirección suroeste unos 300 km hasta llegar a Grand Junction (Colorado) donde gira al noroeste y pocos kilómetros después gira nuevamente hacia el suroeste, entra en Utah, pasa por Moab, recibe por la derecha al río Green y desagua en el lago Powell. Al salir de este lago, ya en Arizona, pasa por Page en dirección sur, y gira hacia el noroeste-oeste formando la gran maravilla del Gran Cañón. 
Después desagua en el lago Mead, pocos kilómetros al este de Las Vegas, formando frontera entre Nevada y Arizona y al salir de este lago, en dirección sur, sigue formando frontera entre estos dos estados, llega al lago Mohave, pasa por Bullhead City, empieza a formar frontera entre California y Arizona, llega al Lago Havasu y Lake Havasu City, sigue hacia el sur unos 250 km y llega a México donde forma frontera entre Baja California y Sonora y desemboca en el golfo de California o mar de Cortés (océano Pacífico).
Actualmente el delta del río Colorado está dentro del área ecológica protegida por el gobierno mexicano del Alto golfo de California y delta del río Colorado

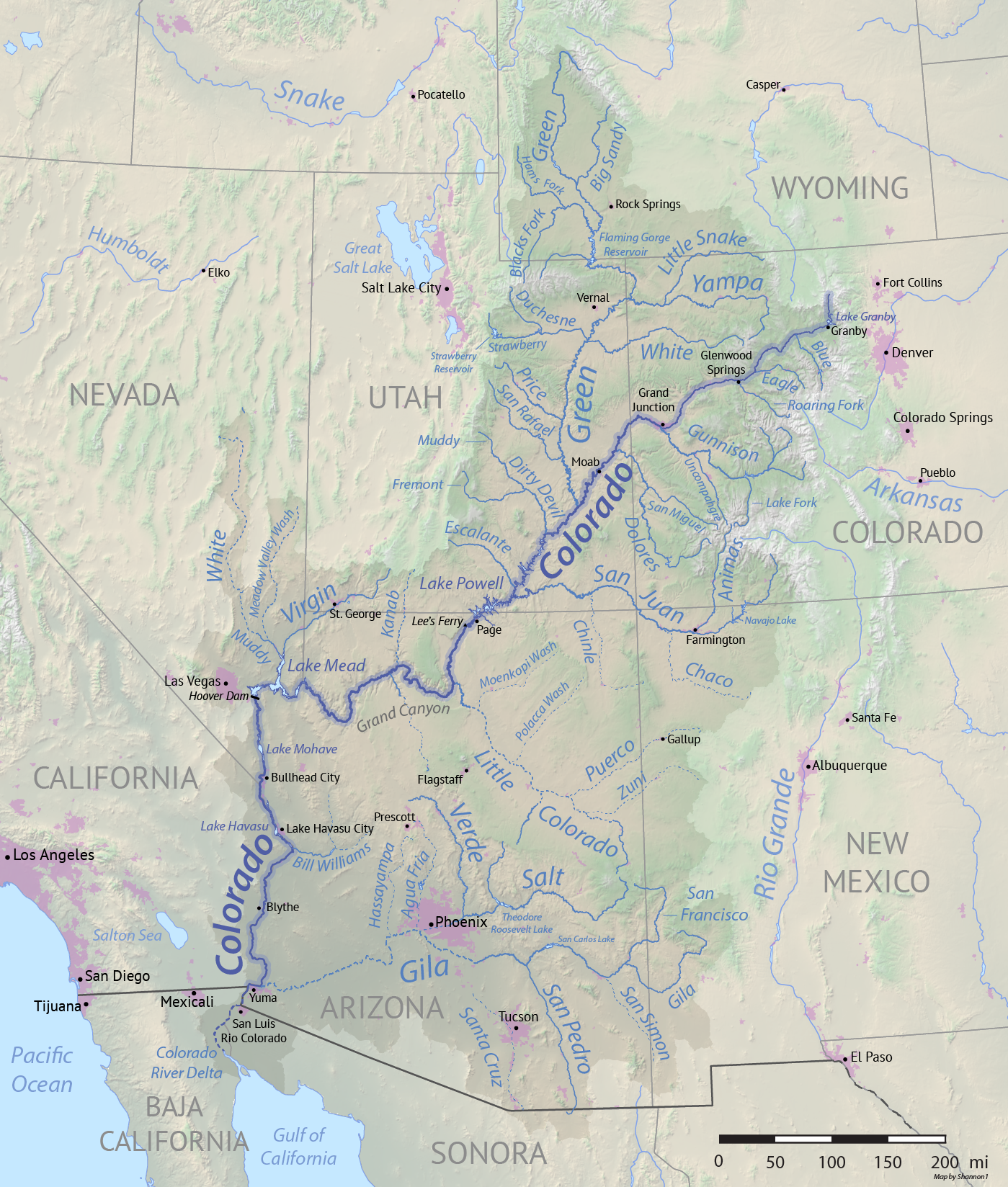
Cuenca del río Colorado

### Relieve

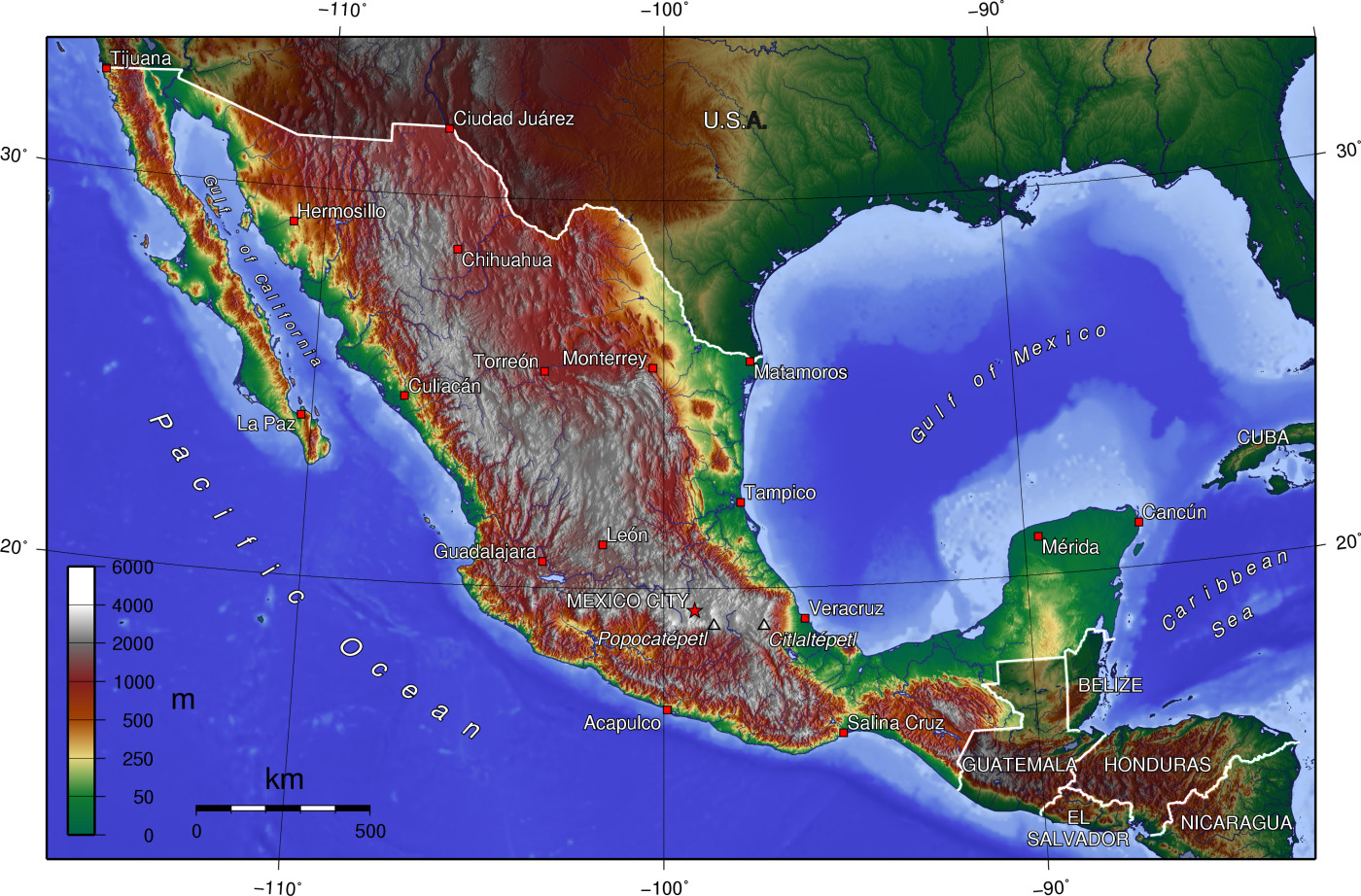
Mapa topográfico de México

El relieve del Norte es muy montañoso, las cadenas montañosas que forman este terreno son la Sierra Madre Oriental que abarca los estados de Nuevo León, Tamaulipas y Coahuila de Zaragoza.
El punto de elevación más alto de la Sierra Madre Oriental es un empate entre el cerro El Potosí, cerro el Morro y Sierra de la Marta con 3701 metros de altura, pero siendo la insolación (la segunda mayor insolación de México) y prominencia del pico más alto en el cerro El Potosí ubicado en el estado de Nuevo León cerca de los ejidos 18 de Marzo y El Potosí en la latitud 25° 22' N y longitud 100° 33' O.
La Sierra Madre Oriental es hogar de una diversidad de flora y fauna impresionantes, algunas de ellas son especies endémicas. Bio-geográficamente se incluye dentro de la región de los bosques maderenses de pino-encino. 
A pesar que la mayor parte de la Sierra Madre Oriental se encuentra en México, pertenecen a ella los Chisos Mountains y el Parque nacional Big Bend en el suroeste de Texas, apenas dividido por el río Bravo o Grande del Norte, ya que su flora y fauna son similares a las que pueblan la parte de México.
La Sierra Madre Occidental atraviesa los Estados de Chihuahua, Durango, Sinaloa y Sonora, en donde se puede encontrar las Barrancas del Cobre que se encuentran en Chihuahua. El punto más alto se encuentra en Cerro Gordo, Durango. El terreno es escarpado en varias regiones, lo que hace que las variaciones de temperatura sean extremas. En la cima de las barrancas, el clima es frío (llegando en invierno a los -20 °C y en verano a los 20 °C de promedio), y en el valle templado o cálido (en invierno 10 °C de promedio, alcanzando los 40 °C en verano).
La Sierra Madre Occidental es el pulmón de la zona norte de México; cubierta por grandes bosques mixtos de pino-encino, de pinos, encinas y oyamel (abies religiosa y abies procera), en los últimos años ha sufrido un grave deterioro.
Está región cuenta con dos llanuras, la Llanura costera del Golfo que solo abarca el estado de Tamaulipas, en donde se dado una gran actividad agrícola, debido a los ríos y arroyos que fertilizan esa región.
La Llanura costera del Pacífico, abarca porciones de Sinaloa, Sonora, Baja California y Baja California Sur, siendo esta considera la menos grande de país, pero en esta llanura a dado una gran actividad agrícola, sobre todo en Sinaloa y Sonora, debido a los ríos y presas existentes, lo que lo han considerando como el "Ganadero de México".

## Demografía

### Áreas metropolitanas más pobladas
| Las 15 áreas metropolitanas más pobladas (2020) |                    |                  |           |
| Posición                                        | Área metropolitana | Estado           | Población |
| 1                                               | Monterrey          | Nuevo León       | 5,341,171 |
| 2                                               | Tijuana            | Baja California  | 2,157,853 |
| 3                                               | Ciudad Juárez      | Chihuahua        | 1,512,450 |
| 4                                               | La Laguna          | Coahuila Durango | 1,434,283 |
| 5                                               | Mexicali           | Baja California  | 1,049,792 |
| 6                                               | Saltillo           | Coahuila         | 1,031,779 |
| 7                                               | Chihuahua          | Chihuahua        | 988,065   |
| 8                                               | Hermosillo         | Sonora           | 936,263   |
| 9                                               | Tampico            | Tamaulipas       | 927,379   |
| 10                                              | Reynosa-Río Bravo  | Tamaulipas       | 837,251   |
| 11                                              | Matamoros          | Tamaulipas       | 541,979   |
| 12                                              | Mazatlán           | Sinaloa          | 501,441   |
| 13                                              | Nuevo Laredo       | Tamaulipas       | 425,058   |
| 14                                              | Monclova           | Coahuila         | 374,247   |
| 15                                              | Piedras Negras     | Coahuila         | 209,456   |

### Municipios más poblados
| Los 25 municipios más poblados (2020) |                          |        |                    |                 |           |
| Posición                              | Municipio                | Escudo | Cabecera Municipal | Estado          | Población |
| 1                                     | Tijuana                  |        | Tijuana            | Baja California | 1,810,645 |
| 2                                     | Juárez                   |        | Ciudad Juárez      | Chihuahua       | 1,501,551 |
| 3                                     | Monterrey                |        | Monterrey          | Nuevo León      | 1,142,952 |
| 4                                     | Chihuahua                |        | Chihuahua          | Chihuahua       | 925,762   |
| 5                                     | Saltillo                 |        | Saltillo           | Coahuila        | 864,431   |
| 6                                     | Hermosillo               |        | Hermosillo         | Sonora          | 855,563   |
| 7                                     | Mexicali                 |        | Mexicali           | Baja California | 854,186   |
| 8                                     | Culiacán                 |        | Culiacán           | Sinaloa         | 808,416   |
| 9                                     | Reynosa                  |        | Reynosa            | Tamaulipas      | 691,557   |
| 10                                    | Torreón                  |        | Torreón            | Coahuila        | 690,193   |
| 11                                    | Guadalupe                |        | Guadalupe          | Nuevo León      | 635,862   |
| 12                                    | Durango                  |        | Durango            | Durango         | 616,068   |
| 13                                    | Apodaca                  |        | Apodaca            | Nuevo León      | 536,436   |
| 14                                    | Matamoros                |        | Matamoros          | Tamaulipas      | 510,739   |
| 15                                    | General Escobedo         |        | Escobedo           | Nuevo León      | 454,967   |
| 16                                    | Mazatlán                 |        | Mazatlán           | Sinaloa         | 441,975   |
| 17                                    | Nuevo Laredo             |        | Nuevo Laredo       | Tamaulipas      | 416,055   |
| 18                                    | San Nicolás de los Garza |        | San Nicolás        | Nuevo León      | 412,199   |
| 19                                    | Victoria                 |        | Ciudad Victoria    | Tamaulipas      | 332,100   |
| 20                                    | Ensenada                 |        | Ensenada           | Baja California | 330,652   |
| 21                                    | Cajeme                   |        | Ciudad Obregón     | Sonora          | 329,404   |
| 22                                    | Gómez Palacio            |        | Gómez Palacio      | Durango         | 301,742   |
| 23                                    | Ahome                    |        | Los Mochis         | Sinaloa         | 298,009   |
| 24                                    | Tampico                  |        | Tampico            | Tamaulipas      | 297,373   |
| 25                                    | Guasave                  |        | Guasave            | Sinaloa         | 289,370   |

### Áreas Metropolitanas trans-fronterizas más pobladas
| Posición | Área Metropolitana               | Población |
| -------- | -------------------------------- | --------- |
| 01       | Tijuana / San Diego              | 5,009,170 |
| 02       | Juárez / El Paso                 | 2,345,182 |
| 03       | Reynosa / McAllen                | 1,547,089 |
| 04       | Matamoros / Brownsville          | 1,136,998 |
| 05       | Mexicali / Calexico              | 1,130,456 |
| 06       | Nuevo Laredo / Laredo            | 747,494   |
| 07       | Nogales / Nogales                | 236,368   |
| 08       | Piedras Negras-Nava / Eagle Pass | 230,205   |
| 09       | San Luis Río Colorado / Yuma     | 203,579   |
| 10       | Ciudad Acuña / Del Río           | 200,367   |
| 11       | Agua Prieta-Naco / Sierra Vista  | 190,094   |
| 12       | Ojinaga / Presidio               | 24,980    |

### Religión
La religión predominante, como en el resto del país y Latinoamérica, es el catolicismo romano, donde el 87% de los norteños se identifican como católicos. Existen además presencia de otras religiones como los cristianos protestantes, Islam, Judaísmo y no creyentes. Los siguientes son datos del INEGI
| Estado              | Católicos | Protestantes | Cristianos | Judíos | Otras Religiones | Ateos, Agnósticos y Creyentes sin afiliación religiosa | No sabe / No contesta |
| ------------------- | --------- | ------------ | ---------- | ------ | ---------------- | ------------------------------------------------------ | --------------------- |
| Baja California     | 81,4%     | 7,9%         | 2,7%       | <0,1%  | 0,2%             | 6,2%                                                   | 1,6%                  |
| Baja California Sur | 89,0%     | 4,0%         | 1,9%       | <0,1%  | 0,2%             | 3,6%                                                   | 0,1%                  |
| Chihuahua           | 84,6%     | 7,1%         | 2,0%       | <0,1%  | 0,1%             | 5,1%                                                   | 1,1%                  |
| Coahuila            | 86,4%     | 6,8%         | 1,8%       | <0,1%  | 0,1%             | 3,8%                                                   | 1,1%                  |
| Durango             | 90,4%     | 3,9%         | 1,8%       | <0,1%  | <0,1%            | 2,9%                                                   | 0,9%                  |
| Nuevo León          | 87,9%     | 6,2%         | 2,0%       | <0,1%  | 0,1%             | 2,8%                                                   | 0,9%                  |
| Sinaloa             | 86,8%     | 2,9%         | 2,0%       | <0,1%  | <0,1%            | 7,1%                                                   | 1,0%                  |
| Sonora              | 87,9%     | 4,8%         | 1,8%       | <0,1%  | <0,1%            | 4,4%                                                   | 1,1                   |
| Tamaulipas          | 82,9%     | 9,0%         | 2,4%       | <0,1%  | 0,2%             | 4,9%                                                   | 1,0%                  |
|                     |           |              |            |        |                  |                                                        |                       |
| Total (México)      | 87,99%    | 5,20%        | 2,07%      | 0,05%  | 0,31%            | 3,52%                                                  | 0,86%                 |

## Cultura

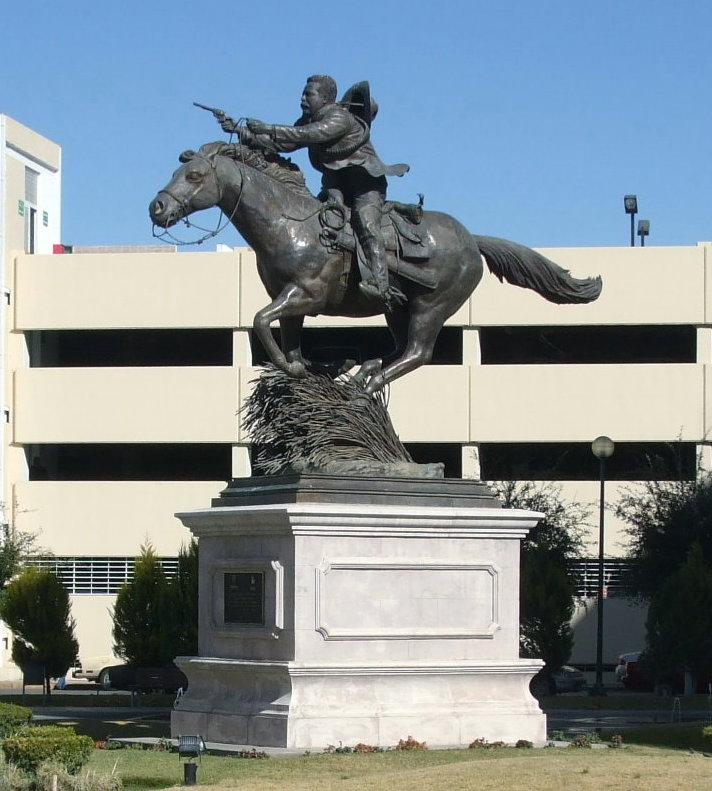
Estatua de Francisco Villa en Chihuahua, Chihuahua

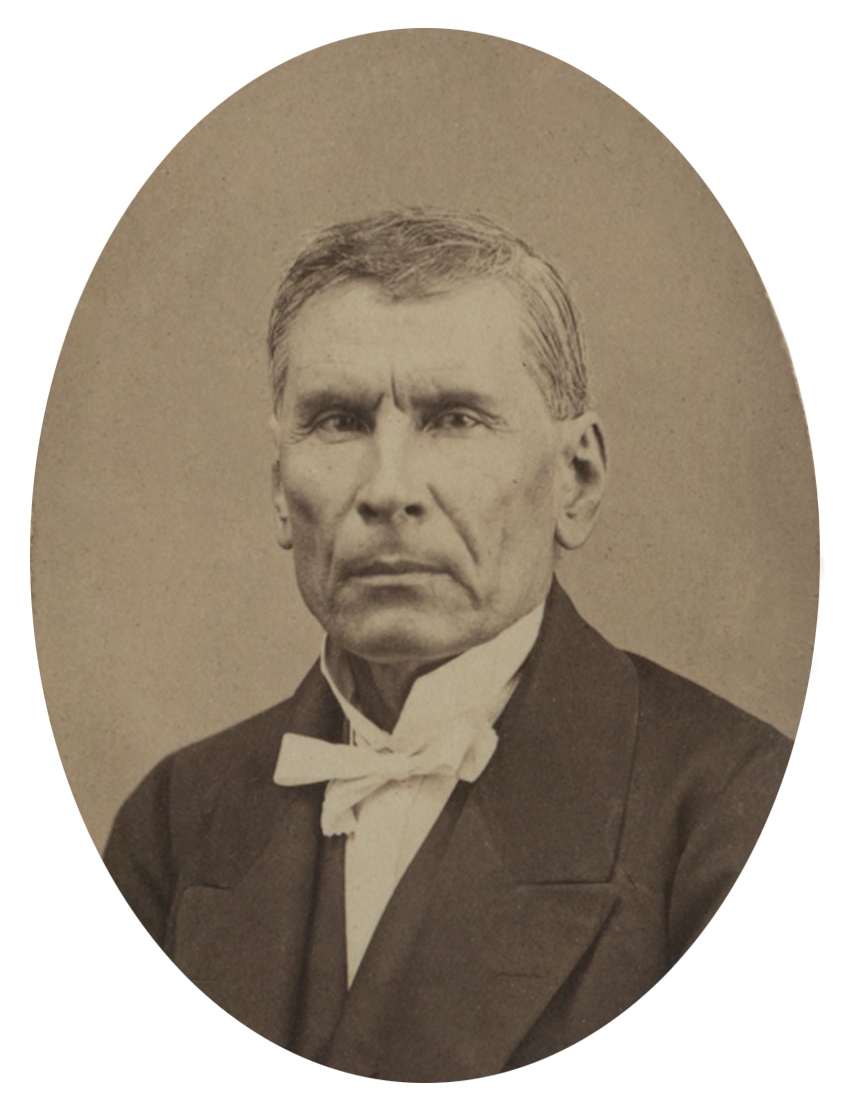
Santiago Vidaurri, el padre de la patria riograndense.

La Cultura en el Norte es diferente a la del Centro y Sur de México. La gente en el Norte se ha descrito más abierta al modernismo, al progreso, al cambio, y a la tecnología, quizás por la influencia de Estados Unidos, y lejos de las culturas del centro y sur de México donde se exponen las culturas indígenas, las personas del norte prefieren abrirse a crear nuevas y modernas culturas, así como también muy relacionados hacia la cultura europea.[cita requerida].
La cultura norteña bien podría resumirse en este fragmento artículo de opinión que apareció en La Jornada Aguascalientes escrito por Juan Carlos González Sánchez.[cita requerida].

"Llevan el desierto en la sangre, el paisaje desértico explica su historia e idiosincrasia: son valientes denodados, se atrevieron a adentrarse en semejantes extensiones de tierra pobladas aquí y allá de indios rijosos y nómadas para enfrentarlos y conquistarlos con pólvora y cristianismo; son trabajadores, industriosos, empresarios, el paisaje árido los hizo desarrollar una ética laboral recia y disciplinada, pues la tierra no daba frutos fácilmente y las inclemencias del clima podían cobrar una factura cara al mínimo descuido; como el suelo que pisan, sus pies, manos, rostro, lengua están agrietados por el sol implacable; su sed es infinita, se puede ver, de ahí su afición por la cerveza, se entiende; se alimentan principalmente de carne asada y tortillas de harina; una punta del cuerpo está rematada invariablemente con botas, la otra con sombrero, la parte media puede variar y no hay reglas explícitas al respecto, varía según género, evento, gustos, etc., el calzado es para sortear las víboras y otras alimañas, el tocado para los rayos solares; aunque todos tienen, o han tenido o tendrán, una camioneta, en el fondo desean tener un caballo; parecen vaqueros, pero la mayoría sólo ha visto una vaca en forma de machaca, burrito o barbecue dominical; son de carácter recio y honestote, como el desierto, pues; su lenguaje es de una franqueza cruda y bravucona, su sintaxis discontinua, su léxico concreto, cinchado, salpicado aquí y allá de anglicismos; son beisboleros y basquetboleros; su mirada siempre está puesta más al norte, hacia allá apuntan sus afanes separatistas."

En los últimos años se ha dado el fenómeno de que inmigrantes del sur regresan a su lugar de origen, además una gran cantidad de norteños han emigrado a otros estados del centro víctimas de la violencia vivida, ha provocado porque la cultura del Norte del país tome cada vez más fuerza en México.[cita requerida].
La distancia y menor atención del gobierno Federal y la Cultura estadounidense también ha influido en gran medida en estos estados, más en los estados que están más al norte como Baja California, Baja California Sur, Sonora y la franja fronteriza.

### Festividades
- El 20 de noviembre, Día de la Revolución, toma mucha importancia sobre todo por considerarse a estos estados como la "cuna de la revolución". Cada año se realiza un desfile en conmemoración a los héroes de la revolución y se festeja con una gran fiesta, sobre todo en Durango y en Chihuahua donde esta tradición ha trascendido y donde con el paso del tiempo se le ha dado todavía más importancia que al 16 de septiembre[cita requerida].
- El 8 de julio se celebra el aniversario de la fundación de Durango, considerada la capital cultural del norte por ser el primer territorio explorado por los españoles en el norte de México, lo que se festeja con la Feria Nacional de Durango, que en 2013 por el motivo de los 450 años de la fundación de Durango, la feria pasó a ser la segunda más importante del país, solo después de la Feria Nacional de San Marcos.[cita requerida].

### Deporte

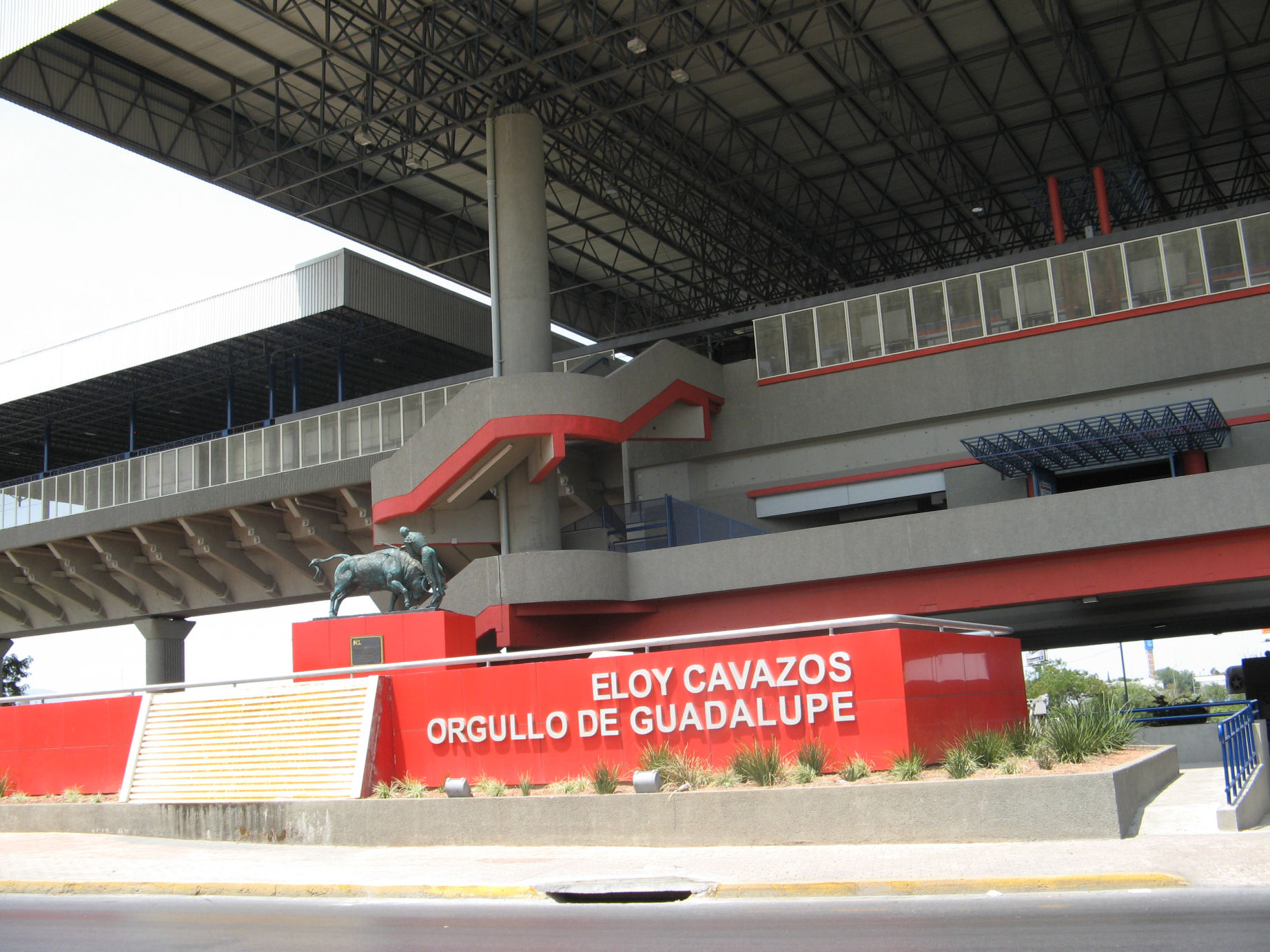
Eloy Cavazos, gran figura del deporte en Monterrey

El deporte juega un papel importante en la cultura norteña, el deporte más popular en la región es el béisbol, aunque con excepción en Torreón, Monterrey y Durango donde los deportes más populares son el fútbol y el baloncesto respectivamente. Aun así el Béisbol es el deporte en el que más se ha distinguido la región, actualmente en la Liga Mexicana de Béisbol juegan los equipos de los Saraperos de Saltillo, los Algodoneros de Unión Laguna, Acereros de Monclova, Toros de Tijuana, los Sultanes de Monterrey y los Broncos de Reynosa, también existen equipos fuertes en ligas menores como los Dorados de Chihuahua, los Alacranes de Durango, los Indios de Ciudad Juárez, los Constructores Modelo, entre otros. 
Durante los meses de invierno se juega la Liga Mexicana del Pacífico, considerada la mejor liga profesional del país y una de las mejores ligas profesionales del mundo, se juegue en Sinaloa, Sonora, Baja California y Jalisco, los equipos que compiten son los Águilas de Mexicali, Cañeros de Los Mochis, Charros de Jalisco, Mayos de Navojoa, Naranjeros de Hermosillo, Tomateros de Culiacán, Venados de Mazatlán y Yaquis de Obregon, el noroeste ha visto crecer a los más grandes beisbolistas mexicanos, entre ellos, Fernando Valenzuela y Adrián González[cita requerida].

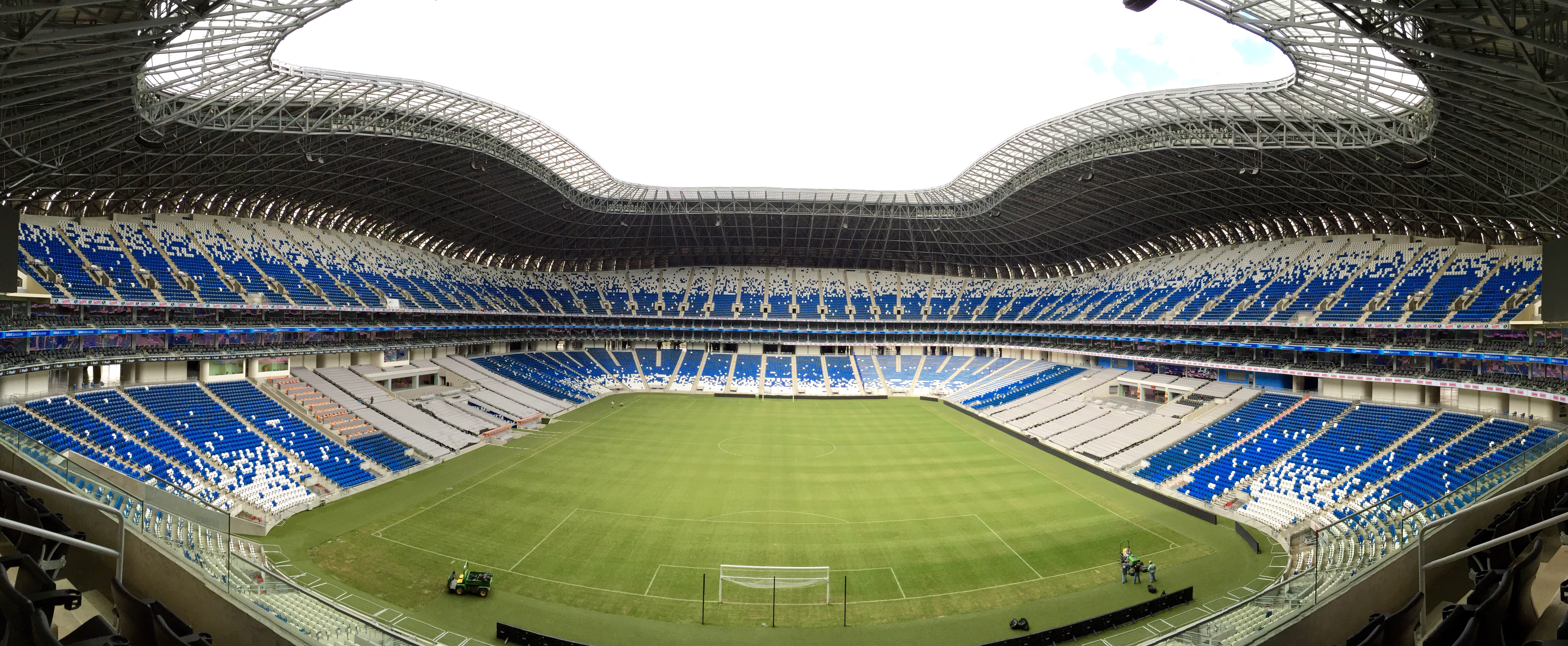
Vista interior del estadio del Estadio BBVA, hogar de los Rayados de Monterrey.

En el ámbito del fútbol a pesar de que los equipos norteños lograron dominar la Primera División Mexicana del 2009 en adelante, a pesar de que después de que a finales de los 90 y a principios de los 2000 los equipos de esta región sufrieron una "crisis futbolística, a la época en que se empiezan a resurgir futbolísticamente se le conoció como el "Dominio Norteño". Los tres equipos grandes del norte son el Club de Fútbol Monterrey, Club Santos Laguna y los Tigres UANL. También los Xoloitzcuintles de Tijuana han obtenido un título de liga, que obtuvieron después de jugar pocas temporadas en la primera división, lo cual es considerado también una hazaña. Una de las hazañas más importantes en el fútbol nacional e internacional la consiguió el Club de Fútbol Monterrey, al conseguir un tricampeonato de la Liga de Campeones de la CONCACAF y obtener un tercer lugar en la Copa Mundial de Clubes de la FIFA 2012 al vencer por marcador de 2-0 al Al-Ahly egipcio, siendo el tercer equipo de la Concacaf en obtener este logro (después del Necaxa y el Saprissa de Costa Rica). No obstante, fueron los Tigres quienes harían historia al ser el primer equipo mexicano en disputar una final del Mundial de Clubes, frente al Bayern de Munich alemán, aunque se quedaron con el subcampeonato.[cita requerida].

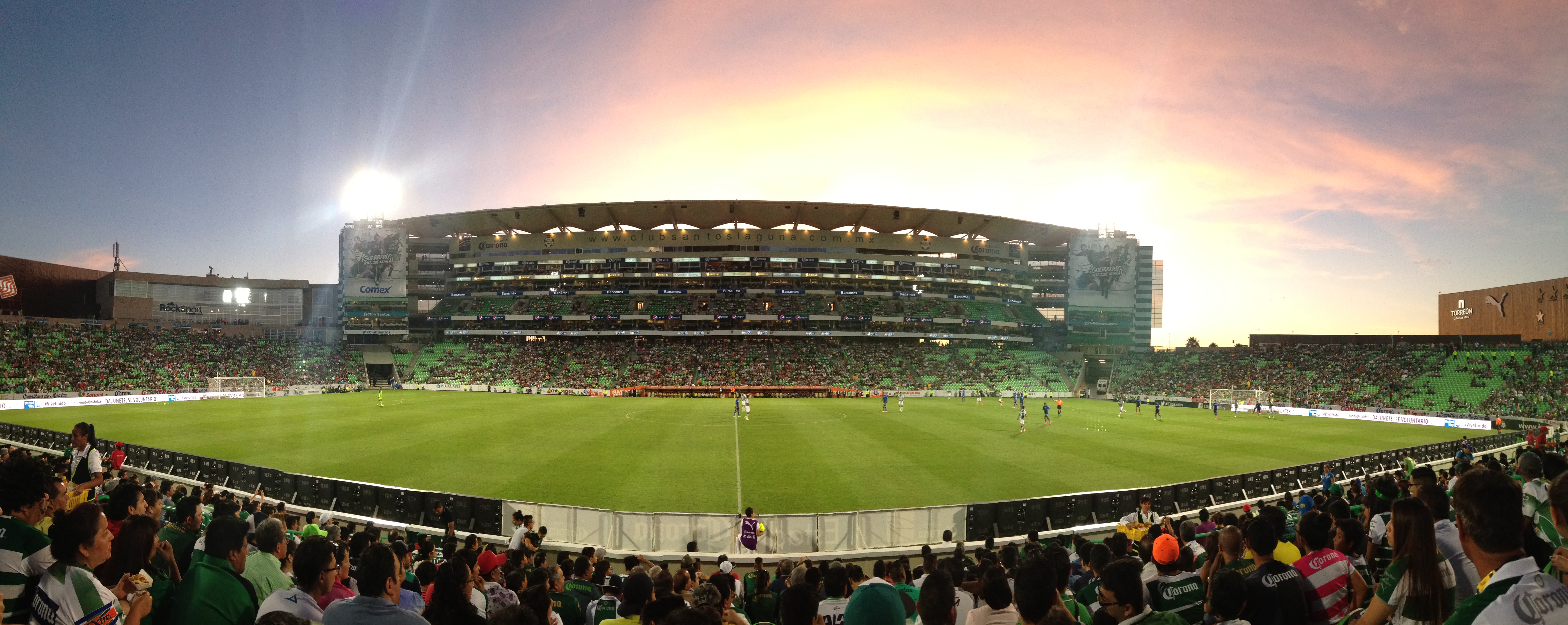
Panorámica del Estadio Corona, hogar del Club Santos Laguna.

Otro deporte con mucha importancia tanto a nivel colegial como profesional y semiprofesional es el fútbol americano, históricamente los equipos de Nuevo León (los Auténticos Tigres y los Borregos Salvajes) dominaron la ONEFA hasta que Raúl Rivera dejara fuera de la liga a las escuelas privadas, ahora los pumas de la UNAM dominan la liga. A nivel Semiprofesional durante la década de 1990 existió una liga en la cual jugaban los extintos Cervezeros de Monterrey y los Dinosaurios de Saltillo, estos últimos dominaron la liga por la mano del histórico Frank González que a la postre se convirtió en el entrenador más ganador en la historia de los Borregos Salvajes.El fútbol americano se juega también semiprofesionalmente en Sinaloa y Durango en la Liga AFAS, la cual organiza la Asociación de Fútbol Americano de Sinaloa (AFAS). Cabe mencionar que Torreón, Coahuila es cuna de Raúl Allegre, el jugador más importante de este deporte en México y quien ganó 2 Super Tazones y que la región también es cuna de muchos jugadores en distintas partes del país.[cita requerida].
En el norte además, se ubican dos equipos de la Liga de Fútbol Americano Profesional. En el 2017, para la segunda temporada de la liga, se anunció la integración de dos nuevos equipos, ambos de ellos norteños y los primeros en jugar fuera de la Ciudad de México. Los Fundidores de Monterrey y los Dinos de Saltillo, ambos equipos siguen participando en la liga y el juego entre ellos es conocido como el Clásico del Norte. Este partido fue el primero de la temporada 2018. Con el anuncio de la expansión de la liga a 10 equipos, se espera que la mayoría de ellos sean de estados del interior de la república, dada la popularidad del fútbol americano en el norte del país, existen probabilidades de que al menos dos de estos equipos jueguen en algún estado norteño.
También el baloncesto es muy popular, sobre todo en Chihuahua y en Durango, en esta última es el deporte más visto, alguna vez se consideró el clásico nacional al partido entre Dorados de Chihuahua contra Leñadores de Durango, los dos equipos históricamente más ganadores de México. Actualmente por varios motivos este partido no se juega. La región ha visto crecer a un sinfín de seleccionados nacionales, entre ellos Eduardo Nájera.[cita requerida]. Chihuahua, además, cuenta con una liga estatal profesional que es una de las más activas del país, la Liga de Básquetbol Estatal de Chihuahua que cuenta con 12 equipos que juegan en las ciudades más grandes del estado y un equipo de Gómez Palacio, Durango.
A nivel individual son muy populares la tauromaquia (como máximo representante Eloy Cavazos), y los deportes de combate como el boxeo, la lucha libre y más recientemente las artes marciales mixtas, en este último con notabilidad en Baja California y Nuevo León. Esta región es la cuna de luchadores como Blue Demón, Black Warrior, Blue Panther, Hector Garza; boxeadores como Julio Cesar Chávez, Lauro Salas, Érik Terrible Morales, Jorge Travieso Arce; y peleadores de MMA como Brandon Moreno, Erik Goyito Pérez, Efraín Escudero, Yair Pantera Rodríguez.[cita requerida]

### Gastronomía

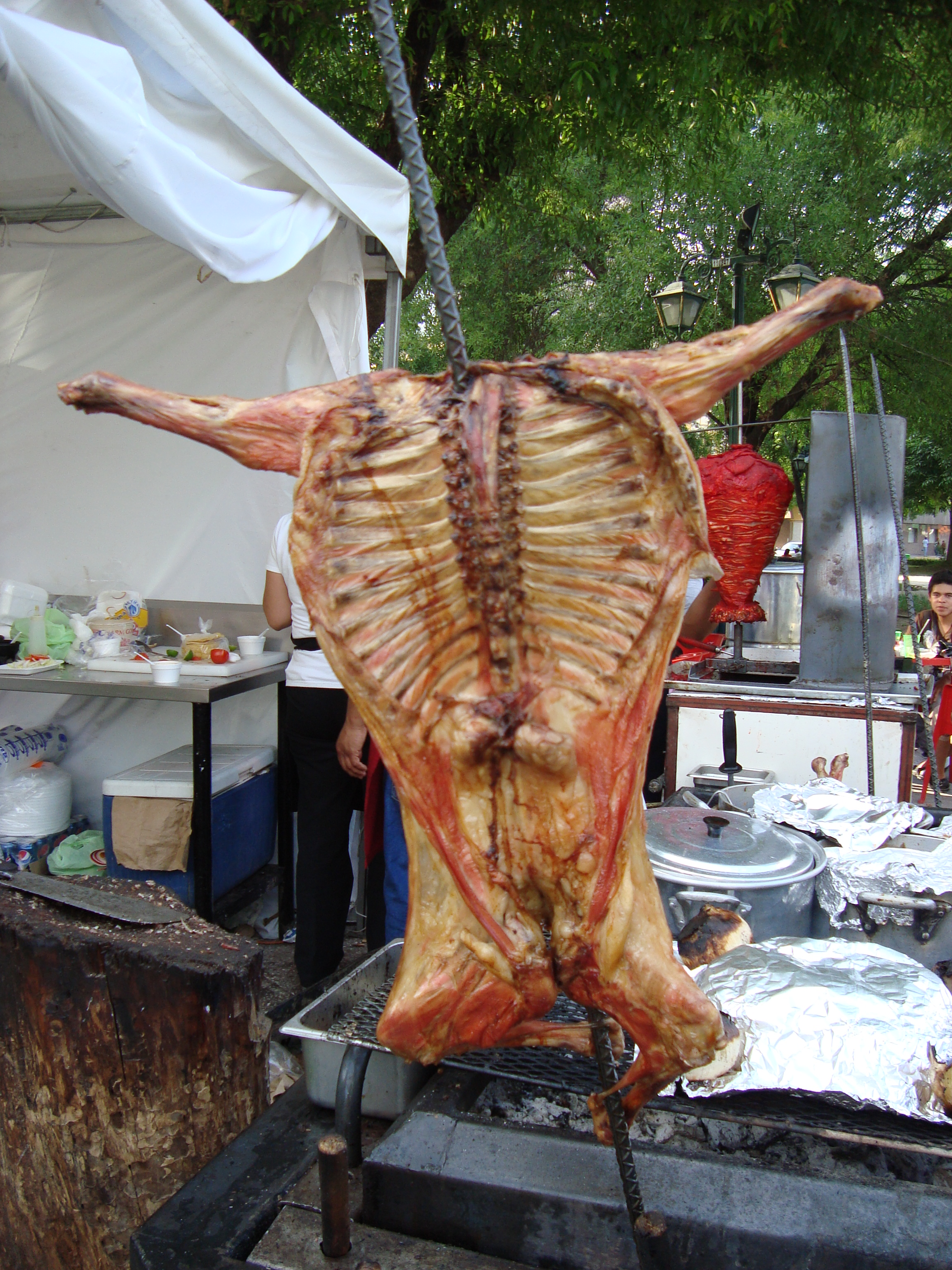
Cabrito Regio

La carne asada es muy conocida en todo el país y es algo muy tradicional que sean los hombres quienes la preparan. Otro platillo muy importante en todo el norte son los huevos de machaca, las tortillas de harina y la barbacoa de res.
La discada es un alimento muy popular en la región, pero en cada estado se prepara de manera diferente. Básicamente son trozos de varios tipos de carne bien cocida y se llama así porque los granjeros solían prepararla con los discos que formaban partes de sus tractores.[cita requerida].
Durango y Chihuahua tienen una importante tradición láctea, herencia Menonita.[cita requerida].
El Cabrito de Monterrey es sumamente famosos en todo el país.[cita requerida].

### Dialecto
El español del norte de México es uno de los más conocidos del país y el más distinguible de todos[cita requerida]. Se diferencia de otras regiones de México principalmente en la entonación (acento) y contracción de las palabras en las formas cortas como se pronuncia y se escribe. A diferencia del resto del país, donde los acentos tienden a ser "cantados", los acentos norteños tienden a ser más golpeados; es tal la diferencia, que en otros países de habla hispana existen personas que escuchan a los norteños hablar y piensan que son de algún otro país que no es México[cita requerida]. Otra particularidad de la forma de hablar de los norteños es el uso universal del usted tanto para situaciones formales como informales. Otra característica importante en el español más septentrional de toda América es el excesivo uso de extranjerismos, sobre todo de anglicismos por hacer frontera con los Estados Unidos, otros extranjerismos frecuentes son los galicismos sobre todo por la enorme comunidad Francesa en la Comarca y el hecho de que haya una fuerte presencia menonita en Chihuahua y Durango y que el idioma alemán sea hablado en algunos municipios de estos estados (sobre todo Cuauhtémoc y Nuevo Ideal) también ha propiciado el uso de germanismos en esta región[cita requerida].
El español norteño también se identifica por su poco uso de indigenismos que se utiliza demasiado en el centro y sur del país, los norteños también se identifican por su manera de hablar muy directa y su poco uso de doble sentido (véase albur) muy característico del resto del país. Sin embargo, no existe un solo acento norteño, el acento norteño se puede dividir de muchas maneras, por ejemplo el Altiplano Septentrional en Nuevo León y Coahuila, el del noreste en Tamaulipas que también comparte características con el español costeño el del Noroeste, que se habla en toda esta región y en Chihuahua que se caracteriza por cambiar el sonido de la /ch/ por el de la /sh/. En Durango en las zonas urbanas el español es un poco más parecido al de Coahuila y Nuevo León, pero en las zonas rurales es más parecido al de Chihuahua y Sinaloa.[cita requerida].
Como curiosidad, en muchos doblajes de series o películas de habla inglesa, se utiliza el acento norteño para personajes de origen Australiano o del Sur de Estados Unidos, por lo que existe la idea en los países de habla hispana que el acento de estos lugares sea parecido al del Norte de México, a pesar de que se hablé de forma muy diferente.